# グリーンスタジアム前停留場
グリーンスタジアム前停留場（グリーンスタジアムまえていりゅうじょう）は、栃木県宇都宮市清原工業団地にある宇都宮ライトレール宇都宮芳賀ライトレール線の停留場。

## 概要
宇都宮清原工業団地の北部にある。仮称は「清原工業団地北」であった。
近くに宇都宮工場、宇都宮光学機器事業所および光学技術研究所の3事業所を開設しているキヤノンが副停留場名称の命名権を購入し、「キヤノン前」の副停留場名称を付与している。

## 歴史
- 2021年（令和3年）4月23日：停留場名決定[5]。
- 2023年（令和5年）8月26日：開業[3][4]。

## 停留場構造

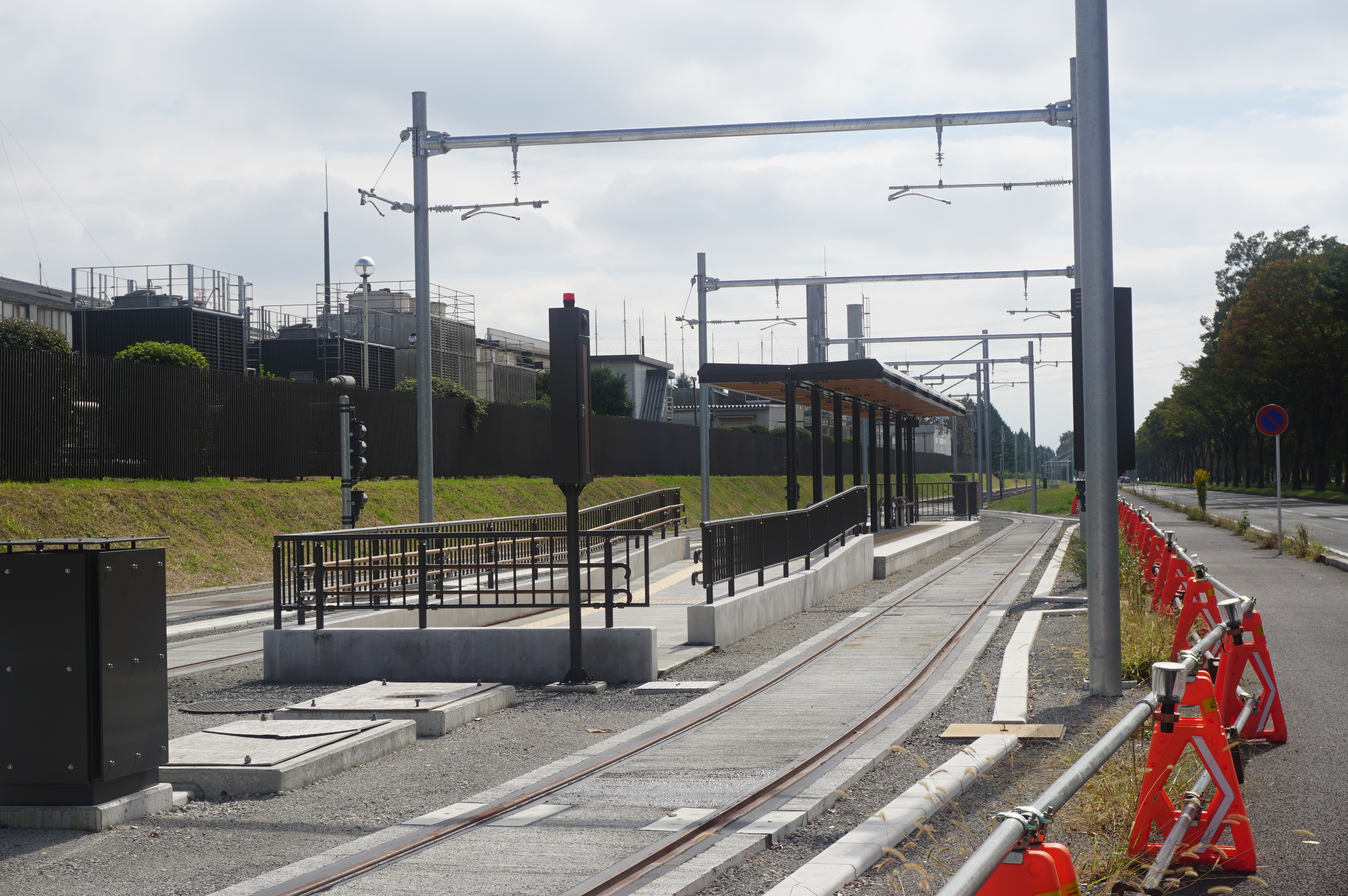
芳賀・高根沢工業団地方面ホーム（建設中の2021年10月撮影）

島式ホーム2面4線で、宇都宮市道1440号線の北側に1面2線の上り線（宇都宮駅東口方面）のホームを、南側に同じく1面2線の下り線（芳賀・高根沢工業団地方面）のホームを千鳥状に配置している。折り返し運転や、緩急接続に対応した構造である。
平日の夕ラッシュ時間帯と休日の初便に当停留場を始発とする宇都宮駅東口停留場行き電車が、休日の深夜時間帯の上り最終便として当停留場を始発とする平石停留場行き電車が運転されている。
当駅が終着の列車はすべて各駅停車だが、イベント時に臨時列車で当駅止まりの快速が設定されたことがある。
当停留場を始発とする列車の発車時には、発車メロディ「美雷と」（福嶋尚哉作曲）が車両から鳴動する。

### のりば
| 番線 | 路線          | 方向 | 行先                     |
| ---- | ------------- | ---- | ------------------------ |
| 1・2 | ■ライトライン | 下り | 芳賀・高根沢工業団地方面 |
| 3・4 | ■ライトライン | 上り | 宇都宮駅東口方面         |

グリーンスタジアムでのイベント開催時は当停留所を始発とした臨時列車を3番線折り返しで運行する。また、ホームに乗客が入りきらない場合は係員の誘導により線路脇の歩道上に乗車のための列を形成する。

## 利用状況
- 2024年2月時点での1日平均乗降人員は平日約1,400人・休日約200人である[12]。
- 2024年（令和6年）11月第2週の1日平均乗降人員は平日約1,770人・休日約750人である[13]。

## 停留場周辺
宇都宮清原工業団地の一角にあり、近隣にはキヤノンの事業所や工場がある。北東側に大きな空き地があり、その奥に球技場がある。
- キヤノン 宇都宮事業所 - 光学機器事業所・工場
- ミツトヨ 清原工場
- 長府製作所宇都宮工場
- 東京応化工業 宇都宮工場
- 栃木県グリーンスタジアム
- 清原台住宅団地
- 足利銀行 清原出張所

## 開業前の様子

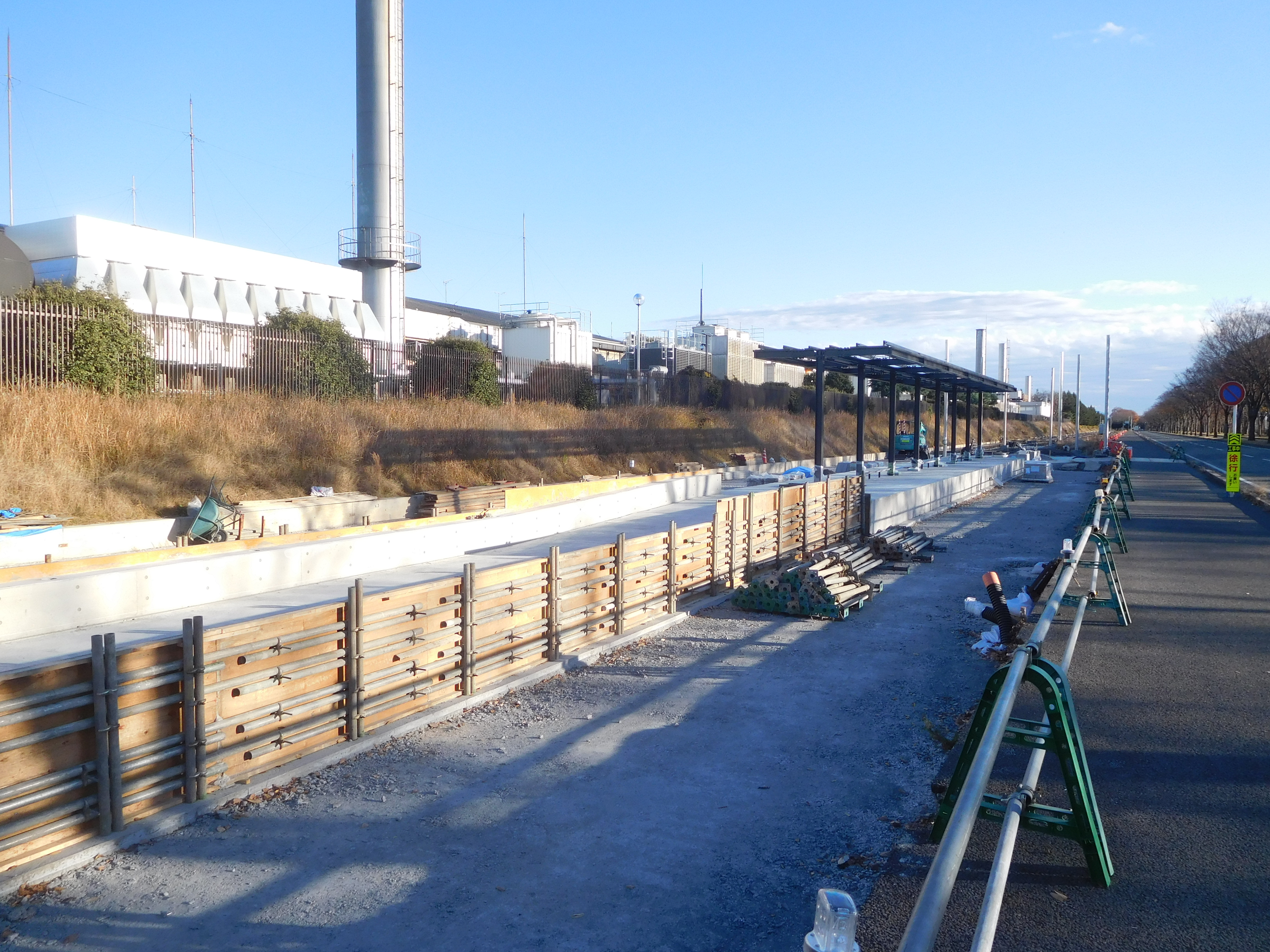
建設中のグリーンスタジアム前停留場（2020年12月）

## 隣の停留場
宇都宮ライトレール
■宇都宮芳賀ライトレール線
快速（平日朝下りのみ運転）・各停
清原地区市民センター前停留場 (11) - グリーンスタジアム前停留場 (12) - ゆいの杜西停留場 (13)